# ألفونسو أرتابي
ألفونسو أرتابي (بالإسبانية: Alfonso Artabe)‏ (18 أغسطس 1988 بميورقة في إسبانيا - ) هو لاعب كرة قدم إسباني في مركز الدفاع. لعب مع أتليتيكو بالياريس وريال أوفييدو ونادي سينت ترويدن ونادي ياغوستيرا وCD Universidad de Oviedo ‏ وCE Manacor ‏ وAE Prat ‏ وReal Oviedo Vetusta ‏ وCD Ferriolense ‏.

## وصلات خارجية
- ألفونسو أرتابي على موقع قاعدة بيانات كرة القدم.إي يو (الإنجليزية)
- ألفونسو أرتابي على موقع Soccerway.com (الإنجليزية)
- ألفونسو أرتابي على موقع عالم كرة القدم.نت (الإنجليزية)